# Draft de Expansión de la NBA de 1974
El Draft de Expansión de la NBA de 1974 fue la sexta ocasión en la que la NBA ampliaba su número de equipos desde su creación, y se produjo por la aparición de una nueva franquicia en la liga, los New Orleans Jazz, cuya ciudad, Nueva Orleans, había sido agraciada el 7 de marzo de 1974. La liga pasaba a tener 18 equipos.

## Claves
| Pos.     | G    | F     | C     |
| Posición | Base | Alero | Pívot |

|  | Denota jugador miembro del Basketball Hall of Fame                                                 |
|  | Denota jugador que ha sido seleccionado al menos en un All-Star Game y un Mejor Quinteto de la NBA |
|  | Denota jugador que ha sido seleccionado al menos en un All-Star Game                               |

## Selecciones
| Jugador          | Pos. | Nacionalidad   | Equipo anterior         | Años en la NBA | Carrera con la franquicia | Ref.   |
| ---------------- | ---- | -------------- | ----------------------- | -------------- | ------------------------- | ------ |
| Dennis Awtrey    | C    | Estados Unidos | Chicago Bulls           | 4              | —                         | [ 2 ]  |
| Jim Barnett      | G/F  | Estados Unidos | Golden State Warriors   | 8              | 1974-1975                 | [ 3 ]  |
| Walt Bellamy     | C    | Estados Unidos | Atlanta Hawks           | 13             | 1974                      | [ 4 ]  |
| John Block       | F/C  | Estados Unidos | Kansas City-Omaha Kings | 8              | 1974                      | [ 5 ]  |
| Barry Clemens    | F    | Estados Unidos | Cleveland Cavaliers     | 9              | —                         | [ 6 ]  |
| E. C. Coleman    | F    | Estados Unidos | Houston Rockets         | 1              | 1974–1977                 | [ 7 ]  |
| Lamar Green      | F/C  | Estados Unidos | Phoenix Suns            | 5              | 1974                      | [ 8 ]  |
| Nate Hawthorne   | G    | Estados Unidos | Los Angeles Lakers      | 1              | —                         | [ 9 ]  |
| Ollie Johnson    | F    | Estados Unidos | Portland Trail Blazers  | 2              | 1974-1975                 | [ 10 ] |
| Bob Kauffman     | F/C  | Estados Unidos | Buffalo Braves          | 6              | —                         | [ 11 ] |
| Toby Kimball     | F/C  | Estados Unidos | Philadelphia 76ers      | 8              | 1974                      | [ 12 ] |
| Steve Kuberski   | F/C  | Estados Unidos | Boston Celtics          | 5              | —                         | [ 13 ] |
| Stu Lantz        | G    | Estados Unidos | Detroit Pistons         | 6              | 1974                      | [ 14 ] |
| Dean Meminger    | G    | Estados Unidos | New York Knicks         | 3              | —                         | [ 15 ] |
| Louie Nelson     | G    | Estados Unidos | Washington Bullets      | 1              | 1974–1976                 | [ 16 ] |
| Curtis Perry     | F    | Estados Unidos | Milwaukee Bucks         | 4              | —                         | [ 17 ] |
| Isaac Stallworth | G/F  | Estados Unidos | Seattle SuperSonics     | 2              | 1974–1977                 | [ 18 ] |